# Större barbett
Större barbett (Psilopogon virens) är en fågel i familjen asiatiska barbetter inom ordningen hackspettartade fåglar.

## Utseende och läte
Större barbett är den största arten i familjen med en kroppslängd på 32-35 centimeter. Den har en mycket stor, gul näbb, blåaktigt huvud och brunt på bröst och mantel. Undersidan är gulaktig med olivfärgade längsgående streck. Nedre delen av ryggen samt stjärten är gröna, medan undre stjärttäckarna är röda. Lätet är ett vitt ljudande och ihållande piho piho....

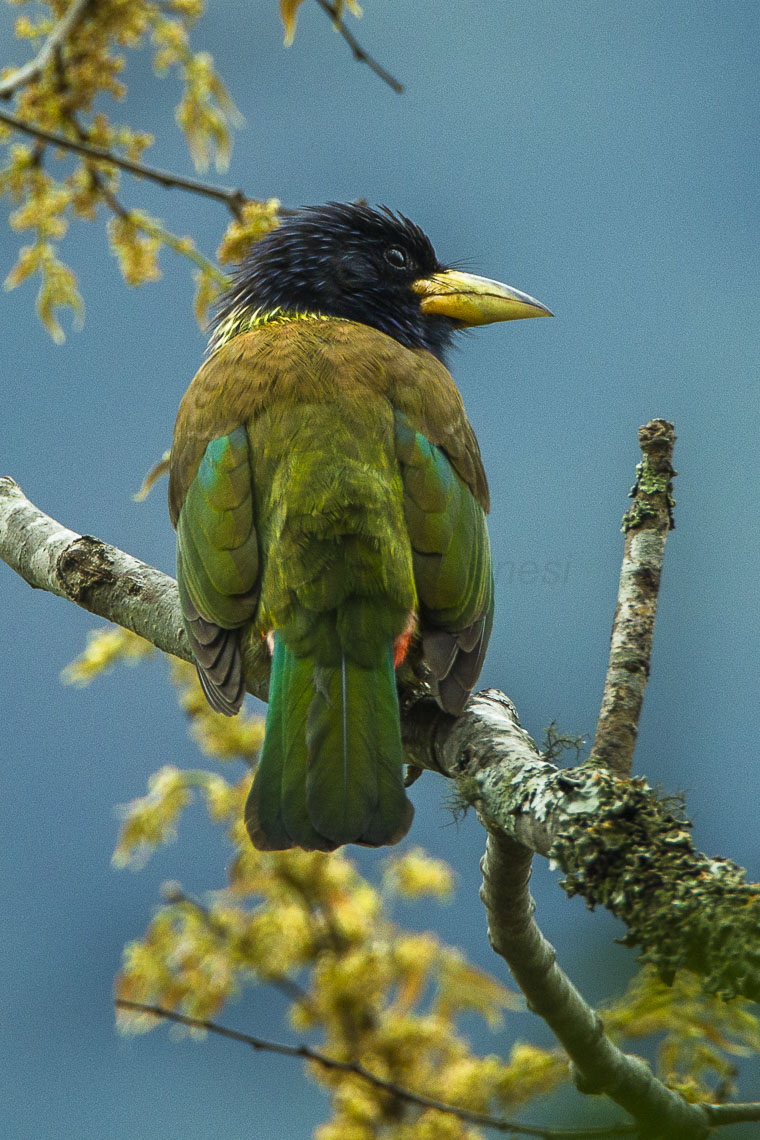
Större barbett i Bhutan.

## Utbredning och systematik
Större barbett delas in i fyra underarter med följande utbredning:
- Psilopogon virens marshallorum – nordöstra Pakistan och nordvästra Indien till västra Nepal
- Psilopogon virens magnifica – östra Nepal till centrala Assam
- Psilopogon virens clamator (inklusive mayri) – nordöstra Assam, norra Myanmar, sydvästra Kina (västra Yunnan) och nordvästra Thailand
- Psilopogon virens virens (inklusive indochinensis) – centrala Myanmar och sydöstra Kina till nord-centrala delen av Thailand och norra Vietnam

Vissa urskiljer även underarten indochinensis med utbredning i respektive norra Vietnam.

### Släktestillhörighet
Arten placerades tidigare liksom de allra flesta asiatiska barbetter i släktet Megalaima, men DNA-studier visar att eldtofsbarbetten (Psilopogon pyrolophus) är en del av Megalaima. Eftersom Psilopogon har prioritet före Megalaima, det vill säga namngavs före, inkluderas numera det senare släktet i det förra.

## Levnadssätt
Fågeln lever i skogsområden, både lövfällande och städsegröna, samt beskogade dalar på bergssluttningar. Den lever av olika sorters frukt, framför allt fikon, bär, vilda plommon, bär från murgröna samt berberis. Större barbett häckar från februari till augusti eller september, ibland med två eller till och med tre kullar. Den är stannfågel, men fåglar som häckar över 800 meters höjd flyttar till lägre nivåer efter häckningen.

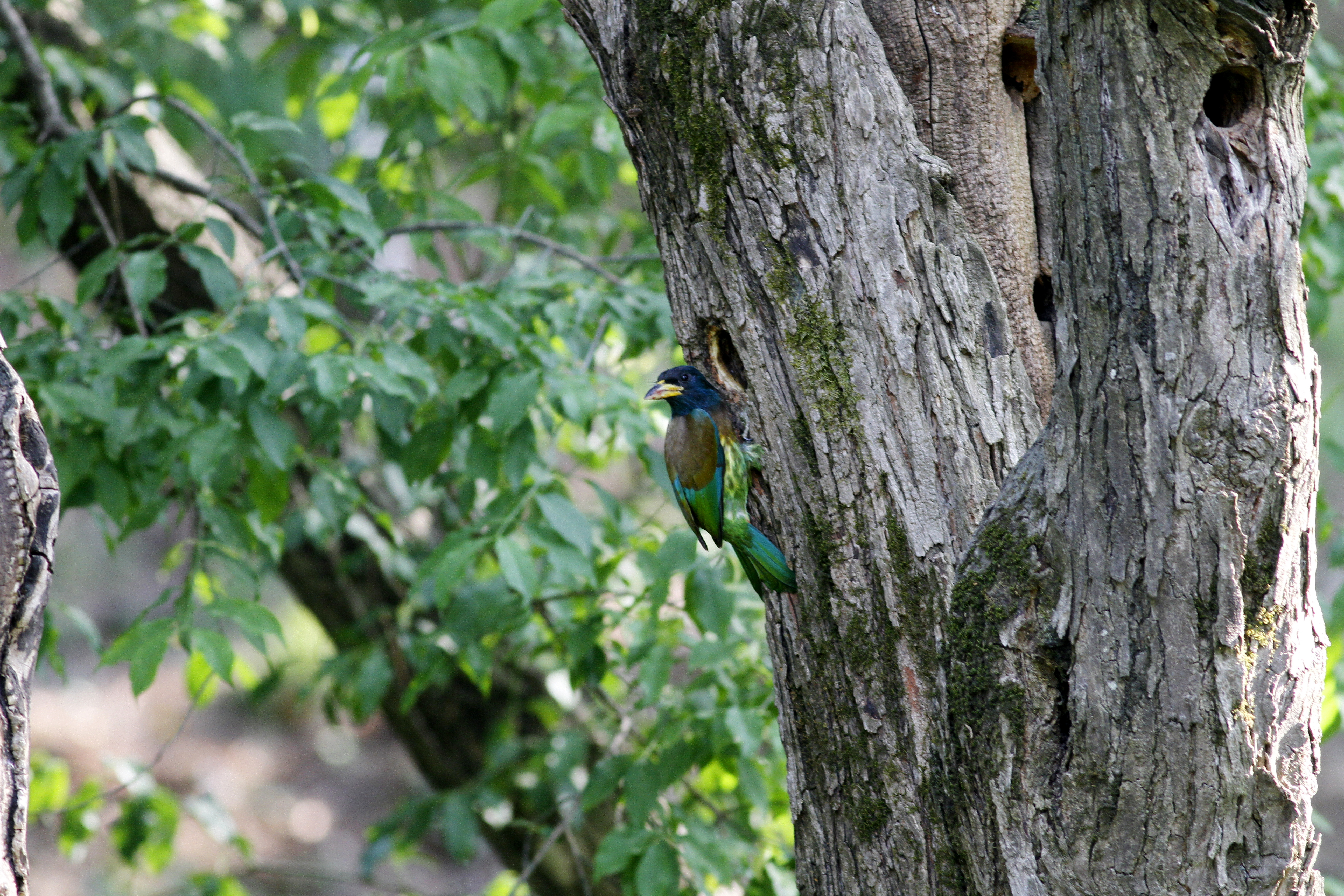
Större barbett vid bohål.

## Status och hot
Arten har ett stort utbredningsområde och en stor population med stabil utveckling och tros inte vara utsatt för något substantiellt hot. Utifrån dessa kriterier kategoriserar internationella naturvårdsunionen IUCN arten som livskraftig (LC). Världspopulationen har inte uppskattats men den beskrivs som vanlig i Indien och lokalt förekommande i Pakistan.